# Thomas Guggeis
Thomas Guggeis (* 16. August 1993 in Dachau) ist ein deutscher Dirigent und Pianist. Er ist Generalmusikdirektor der Oper Frankfurt und künstlerischer Leiter der Frankfurter Museumskonzerte.

## Leben und Wirken
Thomas Guggeis verbrachte seine Kindheit in Straubing, Niederbayern. Nach dem Abitur am dortigen Johannes-Turmair-Gymnasium studierte er Dirigieren an der Hochschule für Musik und Theater München bei Bruno Weil sowie am Mailänder Conservatorio Giuseppe Verdi und Physik (Fachrichtung Quantenfeldtheorie) an der Ludwig-Maximilians-Universität. Er begann seine professionelle Laufbahn als Korrepetitor an der Berliner Staatsoper Unter den Linden und wurde dort Assistent von Daniel Barenboim.
Danach folgten Stationen als Kapellmeister an der Staatsoper Stuttgart 2018/19 und die Berufung zum Staatskapellmeister durch die Staatskapelle Berlin in der Spielzeit 2020/21. Gastdirigate führen Thomas Guggeis durch Europa und in die USA, etwa an die Wiener Staatsoper, die Semperoper Dresden, das Teatro alla Scala, die Metropolitan Opera New York, die Santa Fe Opera und immer wieder an das Theater an der Wien, zuletzt mit einer viel beachteten Neueinstudierung von Brittens Peter Grimes im Oktober 2021.  Er arbeitet regelmäßig mit den bedeutenden Sinfonieorchestern Europas zusammen, so mit der Staatskapelle Berlin und der Staatskapelle Dresden, den Wiener Philharmonikern, den Münchner Philharmonikern, dem Bayerischen Staatsorchester, dem Orchestre National de France, dem Orchestre National du Capitole de Toulouse, dem Orchestre de Paris, dem Cleveland Orchestra, dem London Philharmonic Orchestra, dem Orchestra dell’Accademia Nazionale di Santa Cecilia, den Wiener Symphonikern, der Dresdner Philharmonie,  dem Bergen Philharmonic Orchestra, dem West-Eastern Divan Orchestra sowie mit Mitgliedern der Berliner Philharmoniker. Eine besondere Zusammenarbeit verbindet Thomas Guggeis mit dem Orchester des Wandels, das sich für Nachhaltigkeit und Klimaschutz besonders auch im Musikbetrieb einsetzt.
Im Mai 2022 wurde Guggeis die Ehre zuteil, die Eröffnungskonzerte des Prager Frühlingsfestivals mit dem West-Eastern Divan Orchestra und Smetanas Ma Vlast zu leiten.
Im Oktober 2021 wurde bekanntgegeben, dass Guggeis als Nachfolger von Sebastian Weigle als designierter Generalmusikdirektor der Oper Frankfurt gewählt sei. Das Amt hat er zu Beginn der Spielzeit 2023/24 angetreten. Die Amtszeit beträgt zunächst fünf Jahre.
Thomas Guggeis ist ein Neffe des Avantgarde-Perkussionisten Edgar Guggeis (1964–2003).